# ياسين عمري
ياسين عمري صحفي مغربي، من مواليد سنة 1984 بالدار البيضاء المغرب، رئيس تحرير ومقدم برنامج 45 دقيقة، بدأ مساره في مجال الصحافة سنة 2004، بداية مساره كانت بالصحافة المكتوبة التحق وهو في 20 من العمر بمجموعة «ماروك سوار» واشتغل بجريدة «الصحراء» وكان أحد مؤسسي جريدتي «الصباحية» سنة 2006 و«الجريدة الأولى» سنة 2007، له رصيد مهم من المقالات بالصحافة المكتوبة فعدد مقالاته بالمئات.. فبعد مسار حافل بالصحافة المكتوبة التحق بالمجال السمعي البصري كصحفي ببرنامج 45 دقيقة سنة 2009 وبعدها أصبح مقدم هذا البرنامج التلفزيوني الشهير في المغرب سنة 2013، وسنة بعد ذلك أصبح رئيسا لتحرير هذا البرنامج ومقدمه في نفس الوقت.
توج الصحافي ياسين عمري بالعديد من الجوائز داخل وخارج المغرب
- سنة 2011 : حصل على الجائزة الوطنية الكبرى للصحافة في المغرب في صنف التحقيق التلفزي عن موضوع «تلاعب البوليساريو في المساعدات الإنسانية الموجهة لتندوف».
- سنة 2014 : حصل على جائزة اتحاد إذاعات الدول العربية في المهرجان العربي للإذاعة والتلفزيون.
- سنة 2015 : شخصية السنة في مجال الإعلام بالمغرب في استطلاع للرأي لوكالة المغرب العربي للأنباء.
- سنة 2017 : حصل لثاني مرة على الجائزة الوطنية الكبرى للصحافة في المغرب في صنف التحقيق التلفزي عن موضوع «الشيك والمعاملات المالية في المغرب».

ويعد ياسين عمري، الصحافي الأول والوحيد الذي حصل على الجائزة الوطنية الكبرى للصحافة لمرتين منذ تاريخ إحداث هذه الجائزة في المغرب.

## تواريخ مهمة
2009 - 2018 : صحفي ومقدم ورئيس تحرير برنامج 45 دقيقة للقناة الأولى المغربية.
2017 - 2018 : رئيس تحرير برنامج «ولاد الدرب» لقناة «ميدي 1 تي في».
2015 - 2016 : رئيس تحرير برنامج الرواد للقناة الأولى المغربية.
2015 - 2016 : رئيس تحرير برنامج «صوت أمريكا» بالمغرب وشمال إفريقيا.
2024: ابن "تمݣانت" يفتح ثقبه السفلي للحديث عن اسياده و اسياد الارض.عبد بن عبد بن أمة.من فصيلة الطفيليات